# Saturn I
Saturn I (udtales "Saturn et") var USAs første løfteraket, der ikke var et ombygget missil. Raketten var specifikt designet til at løfte tunge nyttelaster i lavt kredsløb om Jorden (LEO). Størstedelen af rakettens løftekraft kom fra det klyngekonfigurerede nedre trin, bestående af tanke og otte raketmotorer taget fra tidligere raketdesign, med det formål at lave én stor løfteraket. Saturn I-raketten viste sig at være særdeles velfungerende og fleksibel, og blev benyttet til opsendelse af Pegasus satellitter og test af Apollo kommandomodulets aerodynamiske egenskaber. 
Raketten var oprindeligt designet til at være en universal løfteraket for det amerikanske militær i 1960erne, men den tjente kun en kort periode, og kun ved NASA. Ti Saturn I-raketter blev opsendt, før den blev erstattet af Saturn IB, som havde et kraftigere øvre trin og forbedret instrumentering. 
| Rumfart | Spire Denne artikel om rumfart er en spire som bør udbygges. Du er velkommen til at hjælpe Wikipedia ved at udvide den. |